# 横山紘一
横山 紘一（よこやま こういつ、1940年〈昭和15年〉 - 2023年〈令和5年〉1月9日）は、日本の仏教学者。唯識塾塾長。立教大学名誉教授。鹿島神流師範。法名は一如。

## 経歴
- 1940年（昭和15年）、福岡県生まれ。
- 1964年（昭和39年）、東京大学農学部水産学科卒業。
- 1967年（昭和42年）、東京大学文学部印度哲学科卒業。
- 1974年（昭和49年）、東京大学文学部印度哲学科博士課程修了。
- 1997年（平成09年）、興福寺で得度[2]。

## 著書

### 単著
- 『唯識思想入門』第三文明社〈レグルス文庫 66〉、1976年10月。
- 『君はなぜ生きてるか』渓声社〈キリンブックス〉、1976年。
  - 『《唯識》で出会う未知の自分 仏教的こころの領域入門』（改題版）幻冬舎〈幻冬舎新書〉、2018年11月。ISBN 9784344985315。
- 『唯識の哲学』平楽寺書店〈サーラ叢書 23〉、1979年7月。ISBN 9784831300232。
- 『仏教思想へのいざない』大明堂、1984年4月。ISBN 9784470200221。
  - 『仏教思想へのいざない 釈尊からアビダルマ・般若・唯識まで』（増訂版）大法輪閣、2008年5月。ISBN 9784804612706。
- 『唯識とは何か 『法相二巻抄』を読む』春秋社、1986年7月。ISBN 9784393132340。
  - 『唯識とは何か 『法相二巻抄』を読む』（新装版）春秋社、2001年8月。ISBN 9784393132470。
  - 『唯識とは何か 「法相二巻抄」を読む』（増補新装版）春秋社、2005年5月。ISBN 9784393135341。
  - 『唯識とは何か 「法相二巻抄」を読む』（新装版）春秋社、2012年7月。ISBN 9784393135532。
- 『十牛図の世界』講談社、1987年7月。ISBN 9784062032872。
- 『十牛図・自己発見への旅』春秋社、1991年9月。ISBN 9784393132609。
  - 『十牛図・自己発見への旅』（新装版）春秋社、2005年3月。ISBN 9784393135310。
- 『わが心の構造 『唯識三十頌』に学ぶ』春秋社〈新・興福寺仏教文化講座 1〉、1996年5月。ISBN 9784393132821。
  - 『わが心の構造 『唯識三十頌』に学ぶ』（新装版）春秋社〈新・興福寺仏教文化講座 1〉、2001年9月。ISBN 9784393132487。
- 『ゆずれば無我か』佼成出版社、1996年11月。ISBN 9784333018314。
- 『「唯識」という生き方 自分を変える仏教の心理学』大法輪閣、2001年7月。ISBN 9784804611747。
  - 『「唯識」という生き方 自分を変える仏教の心理学』（新装版）大法輪閣、2014年10月。ISBN 9784804613659。
- 『やさしい唯識 心の秘密を解く』日本放送出版協会〈NHKライブラリー〉、2002年12月。ISBN 9784140841563。
  - 『唯識の思想』（改題版）講談社〈講談社学術文庫〉、2016年3月。ISBN 9784062923583。
- 『十牛図入門 「新しい自分」への道』幻冬舎〈幻冬舎新書〉、2008年3月。ISBN 9784344980778。
- 『唯識でよむ般若心経 空の実践』大法輪閣、2009年5月。ISBN 9784804612843。
  - 『唯識でよむ般若心経 空の実践』（新装版）大法輪閣、2020年5月。ISBN 9784804614250。
- 『唯識入門講座 本とDVDで考える本当の生き方』大法輪閣、2010年9月。ISBN 9784804613086。
- 『唯識仏教辞典』春秋社、2010年10月。ISBN 9784393106105。
- 『阿頼耶識の発見 よくわかる唯識入門』幻冬舎〈幻冬舎新書〉、2011年3月。ISBN 9784344982109。
- 『唯識の真理観』法藏館、2014年10月。ISBN 9784831870797。

### 共著
- 横山紘一、廣澤隆之『瑜伽師地論総索引 漢梵蔵対照』山喜房仏書林、1996年8月。ISBN 9784796300285。
- 横山紘一、廣澤隆之『瑜伽師地論に基づく梵蔵漢対照・蔵梵漢対照佛教語辞典』山喜房仏書林、1997年7月。ISBN 9784796308922。
- 横山紘一、田中治郎『戦争はいやだ!! 「雨ニモマケズ」の理念に生きる』佼成出版社、2006年4月。ISBN 9784333022052。
- 横山紘一、赤尾保志、草柳隆三『いのちを語る 赤尾保志対談シリーズ』 第1回、聖マリアンナ会、2009年4月。

### 共訳
- エドワード・J・D・コンゼ 著、平川彰・横山紘一 訳『コンゼ仏教 その教理と展開』大蔵出版〈大蔵選書 15〉、1975年3月。

### 監修
- 堀米博『梵語と漢訳で唱える般若心経・唯識三十頌・観音経』大法輪閣〈CDブック〉、2013年1月。ISBN 9784804613437。

## 論文
- CiNii>横山紘一
- INBUDS>横山紘一